# Copa d'Àfrica de Nacions 1968
El 1968 es disputà la sisena edició de la Copa d'Àfrica de Futbol, a Etiòpia. La competició s'amplià a vuit equips, dividits en dos grups de quatre. Els dos primers de cada grup passaren a disputar les semifinals. Congo-Kinshasa guanyà el primer campionat, després de derrotar Ghana per 1 a 0 a la final.

## Fase de classificació
Hi participaren aquestes 8 seleccions:
| Equips                | Participacions anteriors          | Millor resultat       |
| --------------------- | --------------------------------- | --------------------- |
| Algèria               | Debutants                         | Debutants             |
| Congo-Brazzaville     | Debutants                         | Debutants             |
| Congo-Kinshasa        | 1 (1965)                          | Primera fase (1965)   |
| Costa d'Ivori         | 1 (1965)                          | Tercer (1965)         |
| Etiòpia (anfitrió)    | 5 (1957, 1959, 1962, 1963 i 1965) | Campions (1962)       |
| Ghana (vigent campió) | 2 (1963, 1965)                    | Campions (1963, 1965) |
| Senegal               | 1 (1965)                          | Quart (1965)          |
| Uganda                | 1 (1962)                          | Quart (1962)          |

## Seus
| Addis Abeba            | Addis Abeba Asmara | Asmara            |
| Hailé Sélassié Stadium | Addis Abeba Asmara | Estadi Cicero     |
| Capacitat: 30.000      | Addis Abeba Asmara | Capacitat: 20.000 |
|                        | Addis Abeba Asmara |                   |

## Competició

### Primera fase

#### Grup A
| Pos | Equip         | PJ | PG | PE | PP | GF | GC | DG | Pts | Classificació  |
| --- | ------------- | -- | -- | -- | -- | -- | -- | -- | --- | -------------- |
| 1   | Etiòpia (H)   | 3  | 3  | 0  | 0  | 6  | 2  | +4 | 6   | Semi-finalista |
| 2   | Costa d'Ivori | 3  | 2  | 0  | 1  | 5  | 2  | +3 | 4   | Semi-finalista |
| 3   | Algèria       | 3  | 1  | 0  | 2  | 5  | 6  | −1 | 2   |                |
| 4   | Uganda        | 3  | 0  | 0  | 3  | 2  | 8  | −6 | 0   |                |

| Etiòpia               | 2–1 | Uganda |
| --------------------- | --- | ------ |
| Tekle · Vassalo pen.' |     | Ouma   |

| Costa d'Ivori              | 3–0 | Algèria |
| -------------------------- | --- | ------- |
| Bozon 15' · Pokou 25', 65' |     |         |

| Etiòpia         | 1–0 | Costa d'Ivori |
| --------------- | --- | ------------- |
| Bekuretsion 86' |     |               |

| Algèria                           | 4–0 | Uganda |
| --------------------------------- | --- | ------ |
| Lalmas 15', 25', 70' · Khalem 60' |     |        |

| Costa d'Ivori  | 2–1 | Uganda |
| -------------- | --- | ------ |
| Pokou · Manglé |     | Obua   |

| Etiòpia                                          | 3–1 | Algèria       |
| ------------------------------------------------ | --- | ------------- |
| Worku 16' · Shewangizaw 19' · Vassalo 27' (pen.) |     | Amirouche 68' |

#### Grup B
| Pos | Equip             | PJ | PG | PE | PP | GF | GC | DG | Pts | Classificació  |
| --- | ----------------- | -- | -- | -- | -- | -- | -- | -- | --- | -------------- |
| 1   | Ghana             | 3  | 2  | 1  | 0  | 7  | 4  | +3 | 5   | Semi-finalista |
| 2   | Congo-Kinshasa    | 3  | 2  | 0  | 1  | 6  | 3  | +3 | 4   | Semi-finalista |
| 3   | Senegal           | 3  | 1  | 1  | 1  | 5  | 5  | 0  | 3   |                |
| 4   | Congo-Brazzaville | 3  | 0  | 0  | 3  | 2  | 8  | −6 | 0   |                |

| Ghana               | 2–2 | Senegal                |
| ------------------- | --- | ---------------------- |
| Kofi 63' · Mfum 87' |     | Diongue 10' · Diop 65' |

| Congo-Kinshasa                       | 3–0 | Congo-Brazzaville |
| ------------------------------------ | --- | ----------------- |
| Muwawa 19' · Kabamba 27' (pen.), 51' |     |                   |

| Senegal               | 2–1 | Congo-Brazzaville |
| --------------------- | --- | ----------------- |
| Diop 27' · Diouck 86' |     | Jeannot 31'       |

| Ghana                      | 2–1 | Congo-Kinshasa |
| -------------------------- | --- | -------------- |
| Kofi 17' (pen.) · Mfum 84' |     | Mokili 42'     |

| Congo-Kinshasa       | 2–1 | Senegal |
| -------------------- | --- | ------- |
| Mantantu · Tshimanga |     | Diouck  |

| Ghana       | 3–1 | Congo-Brazzaville |
| ----------- | --- | ----------------- |
| Kofi · Mfum |     | Jeannot           |

### Eliminatòries
|  | Semifinals             | Semifinals |                        |   | Final | Final |
|  |                        |            |                        |   |       |       |
|  | 19 gener – Addis Abeba |            |                        |   |       |       |
|  |                        |            |                        |   |       |       |
|  | Etiòpia                | 2          |                        |   |       |       |
|  | Etiòpia                | 2          | 21 gener – Addis Abeba |   |       |       |
|  | Congo-Kinshasa         | 3          |                        |   |       |       |
|  | Congo-Kinshasa         | 3          | Congo-Kinshasa         | 1 |       |       |
|  | 19 gener – Asmara      |            | Congo-Kinshasa         | 1 |       |       |
|  |                        | Ghana      | 0                      |   |       |       |
|  | Ghana                  | Ghana      | 0                      | 4 |       |       |
|  | Ghana                  |            |                        | 4 |       |       |
|  | Costa d'Ivori          | 3          |                        |   |       |       |
|  | Costa d'Ivori          | 3          | Tercer lloc            |   |       |       |
|  |                        |            |                        |   |       |       |
|  | 21 gener – Addis Abeba |            |                        |   |       |       |
|  |                        |            |                        |   |       |       |
|  | Costa d'Ivori          | 1          |                        |   |       |       |
|  | Costa d'Ivori          | 1          |                        |   |       |       |
|  | Etiòpia                | 0          |                        |   |       |       |

#### Semifinals
| Etiòpia                 | 2–3 (pr.) | Congo-Kinshasa                    |
| ----------------------- | --------- | --------------------------------- |
| Vassalo 25' · Worku 65' |           | Mantantu 3' · Mungamuni 16', 100' |

| Ghana                | 4–3 (pr.) | Costa d'Ivori |
| -------------------- | --------- | ------------- |
| Mfum · Sunday · Odoi |           | Pokou · Konan |

#### 3r i 4t lloc
| Costa d'Ivori | 1–0 | Etiòpia |
| ------------- | --- | ------- |
| Pokou 28'     |     |         |

#### Final
| Congo-Kinshasa     | 1–0 | Ghana |
| ------------------ | --- | ----- |
| Kalala Mukendi 66' |     |       |

## Campió
| Guanyador de Copa d'Àfrica 1968 |
| ------------------------------- |
| · Congo-Kinshasa · Primer títol |

## Golejadors
6 gols
- Laurent Pokou

5 gols
- Wilberforce Mfum

4 gols
- Osei Kofi

3 gols
- Hacène Lalmas
- Luciano Vassalo

2 gols
- Jean "Jeannot" Foutika
- Nicodème Kabamba
- Kidumu Mantantu
- Léon Mungamuni
- Yatma Diop
- Yatma Diouck
- Mengistu Worku

1 gol
- Mokhtar Khalem
- Boualem Amirouche
- Ignace Muwawa
- Saio Ernest Mokili
- Pierre Kalala Mukendi
- Elias Tshimanga
- Jean-Louis Bozon
- Henri Konan
- Eustache Manglé
- Bekuretsion Gebrehiwot
- Shewangizaw Agonafer
- Girma Tekle
- Frank Odoi
- Ibrahim Sunday
- Doudou Diongue
- Denis Obua
- Polly Ouma